# Vinícius Santos Silva
Vinícius Santos Silva, mais conhecido como Vinícius  (São Paulo, 3 de agosto de 1993), é um futebolista brasileiro que atua como atacante. Atualmente está no América MG, emprestado pelo Goiás.

## Carreira
Vinicius jogou pelo Palmeiras desde os 12 anos, quando começou as atuações pelo sub-15 do clube. Se tornou profissional aos 16 anos, fazendo sua estreia na partida contra o Rio Branco no dia 24 de março de 2010, e se tornando assim, o jogador mais jovem a jogar pelo Verdão (recorde que foi quebrado por Endrick em 2022).
O primeiro jogo que Vinicius atuou como titular foi contra o Mirassol no dia 27 de março de 2010, no Estádio Palestra Itália, pelo placar de 1 a 1. Vinicius jogou até os 25 minutos do 2º tempo e foi substituído por Maurício Ramos.
No dia 9 de março, fez seu primeiro gol como atleta profissional, na vitória do alviverde por 2 a 1 sobre o Noroeste, em Bauru, pelo Campeonato Paulista, se tornando o segundo jogador mais jovem a marcar um gol em uma partida profissional, com 17 anos, 7 meses e 6 dias (o recorde pertence ao ex-atacante Mazzola, com 17 anos, 6 meses e 5 dias).
Em junho de 2011, Vinícius foi motivo de um desentendimento entre o técnico do Palmeiras, Luiz Felipe Scolari, e o fundo DIS, braço esportivo do Grupo Sonda e proprietário dos direitos federativos do atleta. Scolari chamou de "roubo" e "agiotagem" o assédio dos empresários sobre o atacante, que chegou a receber e recusar proposta da Udinese, da Itália, para se transferir.
Em 17 de fevereiro de 2013, no clássico diante do Corinthians, Vinícius foi o responsável por fazer o gol que viraria o placar em favor do Palmeiras por 2 a 1; no entanto, o arquirrival empataria o embate, que se encerraria 2 a 2.
No dia 10 de setembro de 2013, o atleta foi chamado pelo técnico Alexandre Gallo para servir a Seleção Brasileira Sub-20.

### Vitória
No dia 11 de março de 2014, Vinícius foi emprestado até o fim de 2014, para o Vitória, o empréstimo é simples e não envolve prorrogação de contrato. Ao final da temporada, retornou ao Palmeiras.

### Capivariano
Sem espaço no Palmeiras, Vinícius foi novamente emprestado, dessa vez para o Capivariano, para a disputa do Campeonato Paulista da Série A1.

### Ceará
O Ceará acertou a contratação do atacante Vinicius até o fim de 2015, o atacante estava no Capivariano, clube pelo qual disputou o Paulistão 2015.

### Coritiba
Em 2016 o Coritiba anunciou a contratação do atleta de até o fim daquele ano. 
No dia 10 de Março, em uma partida válida pela primeira liga Vinicius marcou seu primeiro gol pelo Coritiba.

### Náutico
No dia 15 de Outubro de 2020, Vinícius integrou o plantel do Clube Náutico Capibaribe para a disputa da Série B, a pedido do então técnico Gilson Kleina - que seria dispensado pouco depois - e em meio à muitas críticas da torcida alvirrubra, por causa de seus poucos gols marcados até então. O atleta, no entanto, se firmou no time titular mesmo com a saída do antigo técnico, em função de sua grande capacidade de recuperação, ajudando o time também no setor defensivo. Ele terminou o campeonato com apenas um gol, em partida contra o Cruzeiro.
No ano de 2021, o atleta ajudou o Náutico a conquistar o campeonato pernambucano, marcando 5 gols e ficando em 2º lugar no ranking de artilharia daquela edição, empatado com Erick e atrás de Kieza (11 gols), ambos companheiros na equipe alvirrubra.
Na 4ª rodada da Série B de 2021, Vinícius superou o seu recorde pessoal de gols marcados em uma temporada, anteriormente 6 - pela equipe do Palmeiras em 2013 -, ao marcar o primeiro gol da vitória do Timbu por 2x0 frente ao Vila Nova, no Estádio dos Aflitos.

## Títulos
Palmeiras
- Copa do Brasil: 2012
- Campeonato Brasileiro - Série B: 2013

Náutico
- Campeonato Pernambucano: 2021

Goiás
- Copa Verde: 2023

## Curiosidades
- É o jogador mais novo a vestir a camisa do Palmeiras em um jogo profissional.[11]
- É o segundo jogador mais novo a marcar um gol pelo Palmeiras em um jogo profissional. [12]